# 长花鼠尾草
长花鼠尾草（学名：Salvia dolichantha）为唇形科鼠尾草属的植物，是中国的特有植物。分布在中国大陆的四川等地，生长于海拔3,750米的地区，多生于山上，目前已由人工引种栽培。